# شهرستان جرار
شهرستان جرار (به لاتین: Jarar Zone) یک منطقهٔ مسکونی در اتیوپی است که در منطقه سومالی واقع شده‌است. شهرستان جرار ۶۲۶٬۱۶۸ نفر جمعیت دارد.